# Accara
Accara – rodzaj roślin z rodziny mirtowatych (Myrtaceae). Jest to takson monotypowy obejmujący tylko gatunek Accara elegans (DC.) Landrum występujący w Brazylii.